# Palacio de Soestdijk

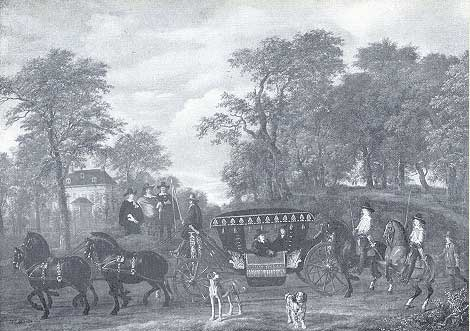
Cornelis de Graeff en Soestdijk (1656/60), Retrato por Jacob Ruysdael, Galería Nacional de Irlanda.

El palacio de Soestdijk es uno de los cuatro palacios oficiales de la familia real neerlandesa. Se compone de un bloque central y dos alas.

## Historia
Alrededor 1650, Cornelis de Graeff —regente y alcalde de Ámsterdam— fundó una casa de campo, ahora conocida como el Palacio de Soestdijk, que fue vendido más adelante por su hijo a Guillermo III de Orange-Nassau, estatúder de los Países Bajos en 1674.
Su construcción se inició en 1674 y se completó en 1678, siendo renovado en 1806, 1808, 1815, 1897, 1936-1937 y 1970. Aunque debe su nombre a la localidad de Soestdijk que está en gran medida en el municipio de Soest, el palacio está justo al norte de la frontera, en el municipio de Baarn de la provincia de Utrecht. Fue el hogar por más de seis décadas de la difunta reina Juliana y su marido, el príncipe Bernardo hasta sus muertes en el 2004.
Durante la invasión francesa en 1795, el palacio fue capturado como botín de guerra y se convirtió en una posada para las tropas francesas. Cuando Louis Bonaparte se convirtió en rey de Holanda, tomó posesión de él, lo amplió y reformó.
El Palacio de Soestdijk pasó a ser propiedad del Estado de los Países Bajos en 1971, aunque fue usado por la princesa Juliana (Reina de los Países Bajos desde 1948-1980) y el príncipe Bernhard como su residencia oficial hasta sus muertes en 2004. El palacio de Soestdijk entonces permaneció vacío y sin uso durante más de un año antes de su apertura al público. 
Desde la primavera del 2006, es posible visitarlo, aunque está en espera de una decisión sobre su uso futuro. El 8 de junio de 2017, el Ministerio del Interior anunció que el palacio y las propiedades asociadas se habían vendido al MeyerBergman Heritage Group por € 1,7 millones. El palacio y la finca se convierten en un campo de pruebas para la innovación, donde se presentan institutos, empresas y entrantes. También habrá instalaciones para comer. El área forestal aún cerrada está abierta a usuarios de ocio.